# 市木村 (島根県)
市木村（いちぎむら）は、島根県邑智郡にあった村。現在の邑智郡邑南町、浜田市の一部にあたる。

## 地理
市木川、生家川の流域に位置していた。

## 歴史
- 1889年（明治22年）4月1日、町村制の施行により、邑智郡市木村が単独で村制施行し、市木村が発足[1][2]。
- 1911年（明治44年）市木信用販売購買利用組合設立[1]。
- 1915年（大正4年）矢上銀行市木代理店開設[1]。
- 1958年（昭和33年）10月20日、市木村を二分割し、邑智郡瑞穂町と那賀郡旭村に編入され廃止[1][2]。

### 地名の由来
市木神社の祭神、市寸島姫命にちなむ。

## 産業
- 農業、木炭[1]。